# 1S5T

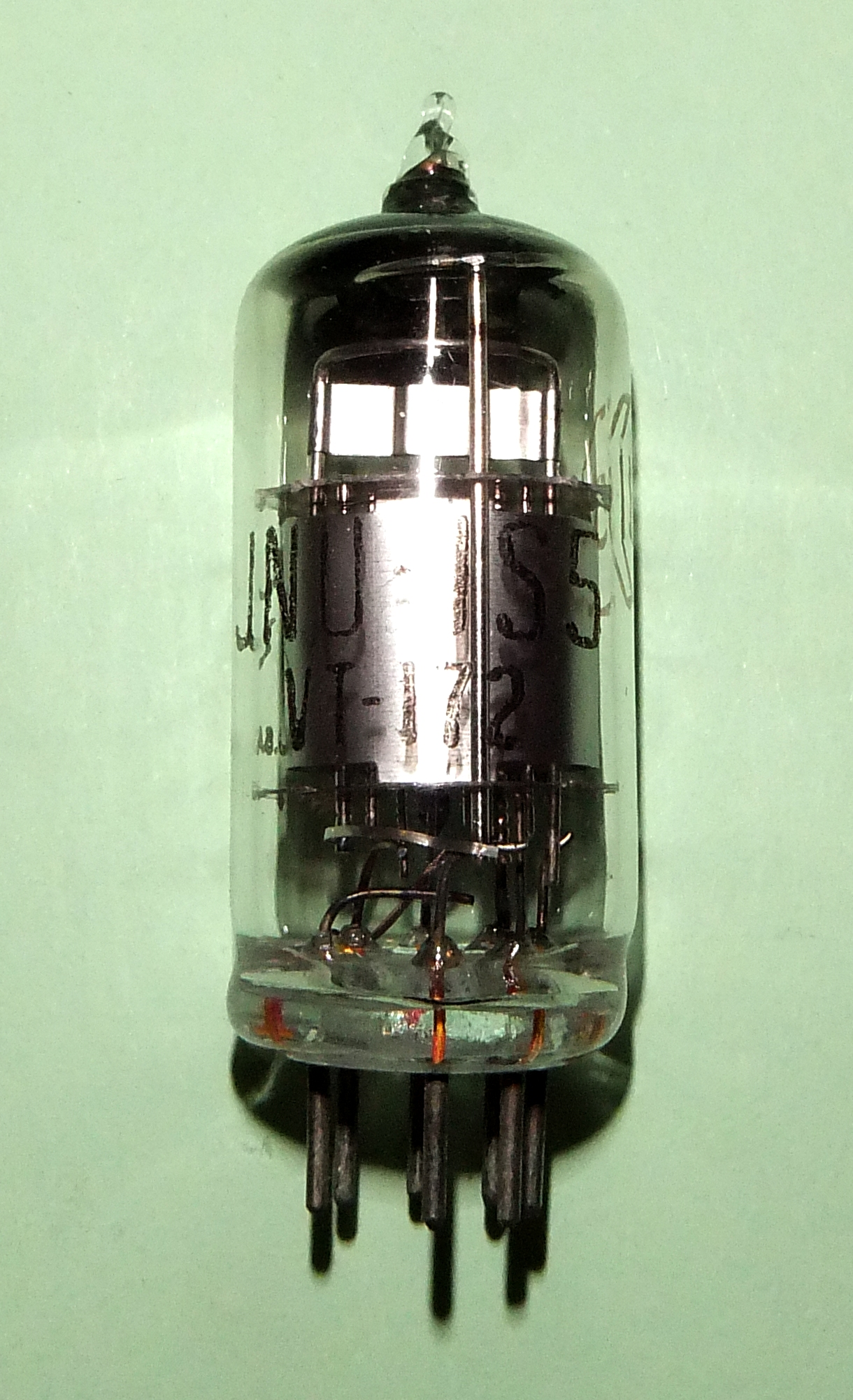
Lampa 1S5T

1S5T – miniaturowa lampa elektronowa (dioda - pentoda) o cokole heptalowym, bezpośredniego żarzenia stosowana powszechnie w bateryjnych odbiornikach radiowych jako detektor i wzmacniacz napięciowy małej częstotliwości. Lampa ta produkowana była od końca lat 40. XX w. przez węgierski Tungsram, a  później  także w Polsce przez ZWLE (Telam). Stanowiła oszczędnościową wersję amerykańskiej 1S5 (mniejszy prąd żarzenia).

## Dane techniczne
Żarzenie:
- napięcie żarzenia  1,4 V
- prąd żarzenia   25 mA

| Parametr                        | Wartość    |
| ------------------------------- | ---------- |
| napięcie anodowe                | 90 V       |
| prąd anodowy                    | 1,6 mA     |
| nachylenie charakterystyki (Sa) | 0,625 mA/V |
| rezystancja wewnętrzna ρa       | 600 kΩ     |
| napięcie siatki pierwszej       | 0 V        |
| napięcie siatki drugiej         | 67,5 V     |

| Parametr               | Wartość |
| ---------------------- | ------- |
| napięcie anodowe       | 90 V    |
| moc tracona na anodzie | 0,25 W  |

| Parametr          | Wartość |
| ----------------- | ------- |
| napięcie anodowe  | 200 V   |
| prąd wyprostowany | 25 mA   |